# Tambakrejo (Wonotirto)
Tambakrejo is een bestuurslaag in het regentschap Blitar van de provincie Oost-Java, Indonesië. Tambakrejo telt 5006 inwoners (volkstelling 2010).